# 圣马丁-德拉贝加德尔阿尔韦切
圣马丁-德拉贝加德尔阿尔韦切（西班牙語：San Martín de la Vega del Alberche，意为“阿尔韦切河草地的圣马丁”），是西班牙卡斯蒂利亚-莱昂阿维拉省的一个市镇。总面积51平方公里，总人口287人（2001年），人口密度6人/平方公里。
距省會城市（通過N 502和AV 510）距公路約50公里，在海拔1，海拔1517米處是阿維拉省海拔第四高的地區西班牙最高。從格雷多山脉地區公園（Sierra de Gredos Regional Park）輕鬆可至，該鎮是夏季度假者和一日遊的熱門之地。